# Tisbe
Tisbe är ett släkte av kräftdjur som beskrevs av Wilhelm Lilljeborg 1853. Tisbe ingår i familjen Tisbidae.

## Dottertaxa tillTisbe, i alfabetisk ordning[1][2]
- Tisbe angusta
- Tisbe battagliai
- Tisbe bermudensis
- Tisbe biminiensis
- Tisbe bocqueti
- Tisbe bulbisetosa
- Tisbe carolinensis
- Tisbe celata
- Tisbe clodiensis
- Tisbe cluthae
- Tisbe compacta
- Tisbe cucumariae
- Tisbe dilatata
- Tisbe dobzhanskii
- Tisbe elegantula
- Tisbe elongata
- Tisbe ensifer
- Tisbe eurypleura
- Tisbe finmarchica
- Tisbe furcata
- Tisbe gracilis
- Tisbe graciloides
- Tisbe gracioides
- Tisbe gurneyi
- Tisbe holothuriae
- Tisbe ianthina
- Tisbe inflata
- Tisbe inflatiseta
- Tisbe johnsoni
- Tisbe lagunaris
- Tisbe lanci
- Tisbe longicornis
- Tisbe longipes
- Tisbe marmorata
- Tisbe minor
- Tisbe monozota
- Tisbe parviseta
- Tisbe pentataenia
- Tisbe pori
- Tisbe reticulata
- Tisbe robusta
- Tisbe tenella
- Tisbe tenera
- Tisbe trisetosa
- Tisbe variana
- Tisbe varians
- Tisbe varipes
- Tisbe wilsoni